# El primer beso
 El primer beso  és una pel·lícula filmada en color de l'Argentina dirigida per Enrique Carreras sobre el guió de Julio Porter que es va estrenar el 16 de maig de 1958 i que va tenir com a protagonistes a Adrianita, Carlos Borsani, Francisco Álvarez i María Luisa Santés.

## Sinopsi
El romanç entre una jove que atén un quiosc de venda de periòdics i el fill d'un taxista.

## Repartiment
- Adrianita
- Carlos Borsani
- Francisco Álvarez
- María Luisa Santés
- Olga Gatti
- Alberto Barrié
- Mercedes Carreras
- Eber Lobato
- Roberto Guthié
- Perla Laske
- Libertad Leblanc
- Gloria Lopresti
- Rafael Diserio
- Carlos Bianquet

## Comentarios
La Prensa va opinar:
| « | ”Només pot concebre's com realitzada per principiants mediocres….un excel·lent color destaca l'encertada tasca de la càmera que va presentant –amb el fons monocorde del relat- als protagonistes de la història..” | » |

Per la seva part Clarín va dir:
| « | ”Color, pantalla ampla i una mica d'autenticitat….El millor treball del seu director. Recursos elementals, ben utilitzats.” | » |